# くまくら珠美
くまくら 珠美（ - たまみ、Tamami Kumakura、12月27日 - ）は日本の漫画家。神奈川県横浜市出身。
主に猫をキャラクターとする4コマ漫画やエッセイ漫画を発表する。代表作『猫又指南』は猫雑誌の老舗的存在であった「猫の手帖」（猫の手帖）にて2008年に休刊となるまでの8年間にかけて執筆連載し、その後雑誌「ねこ」（ネコ・パブリッシング）にて再連載を開始し現在に至る。
漫画の他にイラスト絵画作品も発表したり猫のキャラクターグッズを制作する。

## 作品
- 猫又指南（猫の手帖）2000〜2008年
- 猫又指南（ネコ・パブリッシング）2009年〜連載中
- ひるねのじかん（心象堂、原作・三嶋みつお）

## 作品掲載
- それいけ、キャットシッター（双葉社、著・南里秀子）